# Hass-Bender-Oxidation
Die Hass-Bender-Oxidation, benannt nach den Chemikern Henry B. Hass und Myron L. Bender, ist eine Namensreaktion aus dem Bereich der organischen Chemie und wurde 1949 erstmals beschrieben. Die Hass-Bender-Oxidation ermöglicht die Darstellung von substituiertem Benzaldehyd aus substituierten Benzylhalogeniden und 2-Nitropropan.

## Übersichtsreaktion
Die Hass-Bender-Oxidation verläuft über eine O-Alkylierung des 2-Nitropropan durch (ggf. substituierte) Benzylhalogenide, gefolgt von der Eliminierung eines  Ketooxims:

## Reaktionsmechanismus
Der nachfolgende Reaktionsmechanismus wird in der Literatur beschrieben und wird beispielhaft an Benzylchlorid erläutert:
Mit Natronlauge wird unter Wasserabspaltung zunächst das Salz des 2-Nitropropans (1) gebildet. Über eine O-Alkylierung mit Benzylchlorid kommt es zur Bildung von Verbindung 2. Durch Eliminierung des Ketoxims (3), entsteht schließlich Benzaldehyd (4).